# Xã Haven, Quận Foster, Bắc Dakota
Xã Haven (tiếng Anh: Haven Township) là một xã thuộc quận Foster, tiểu bang Bắc Dakota, Hoa Kỳ. Năm 2010, dân số của xã này là 35 người.